# Gompholobium
Gompholobium är ett släkte av ärtväxter. Gompholobium ingår i familjen ärtväxter.

## Bildgalleri

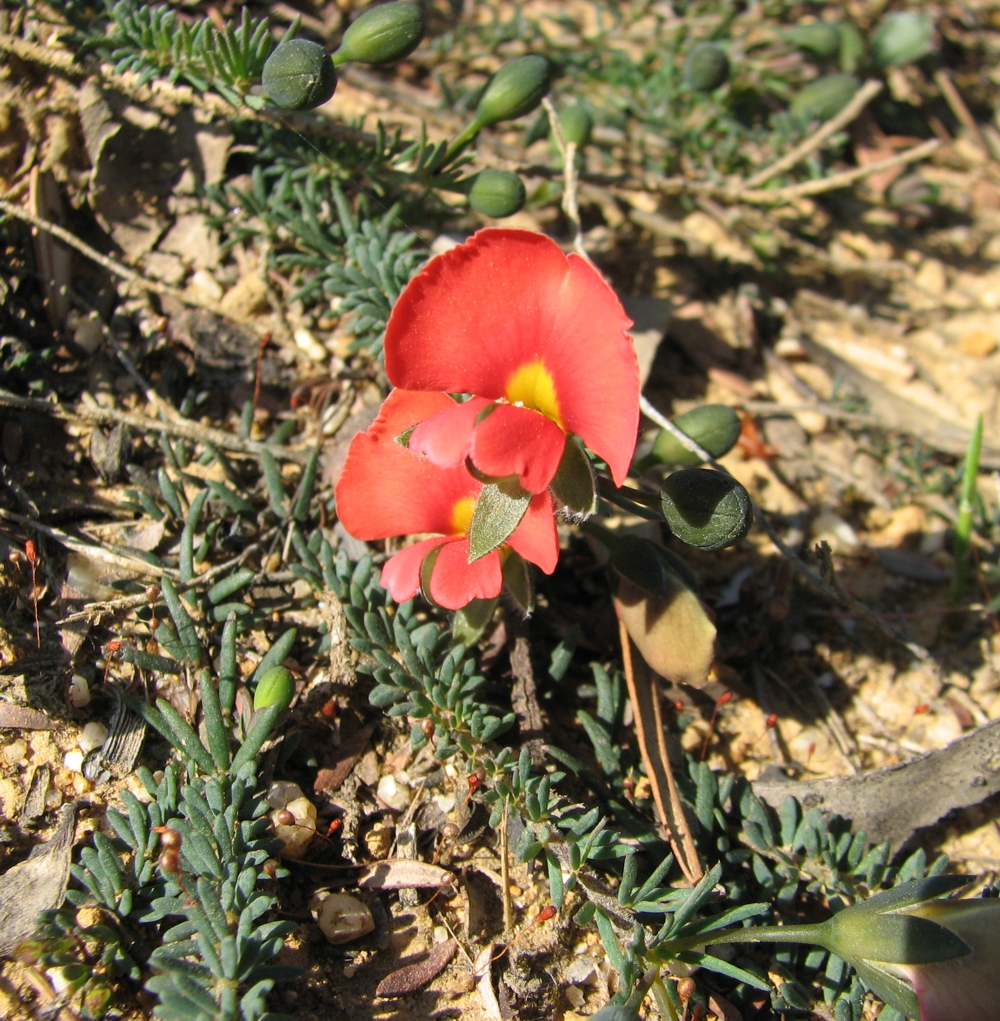
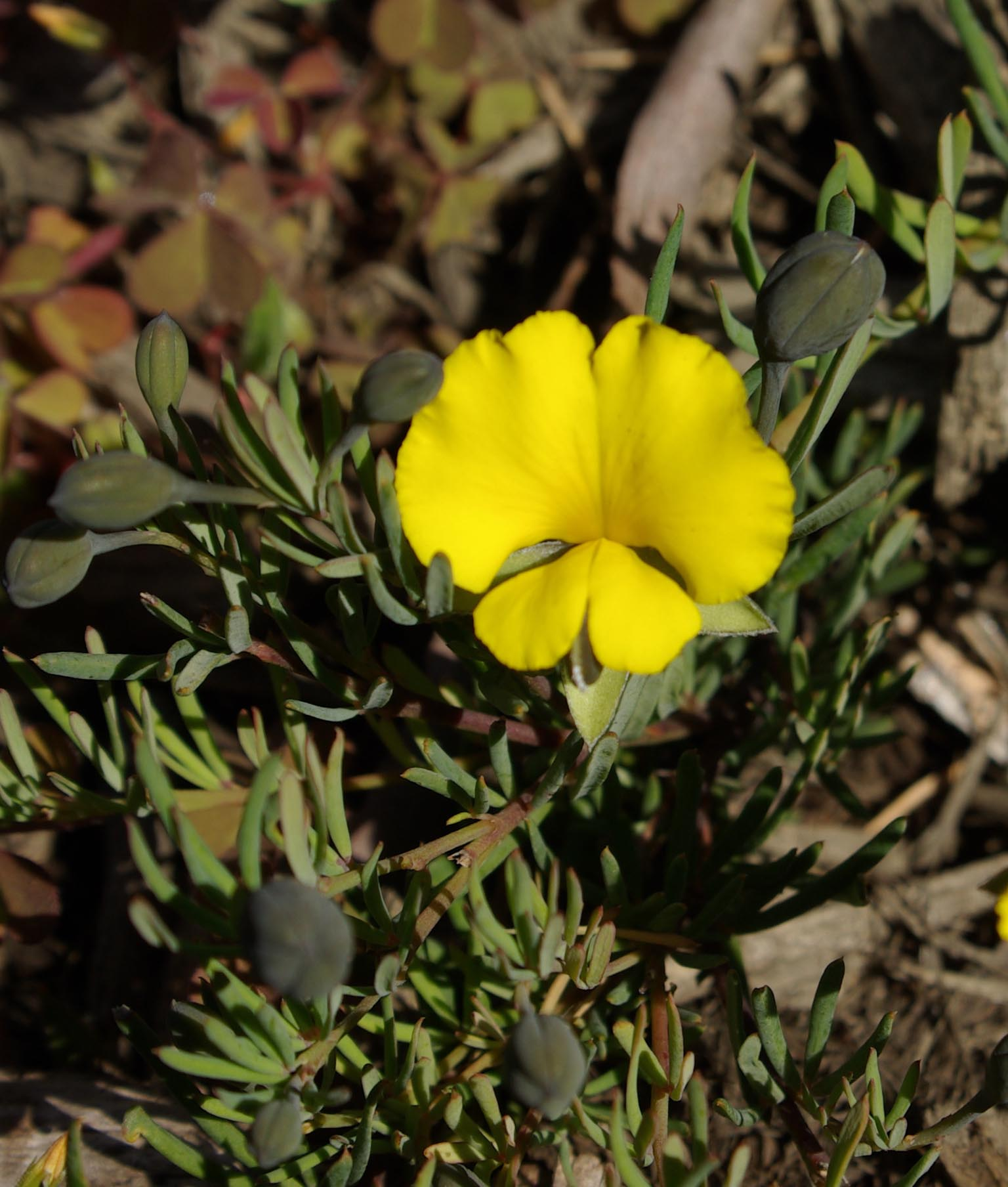
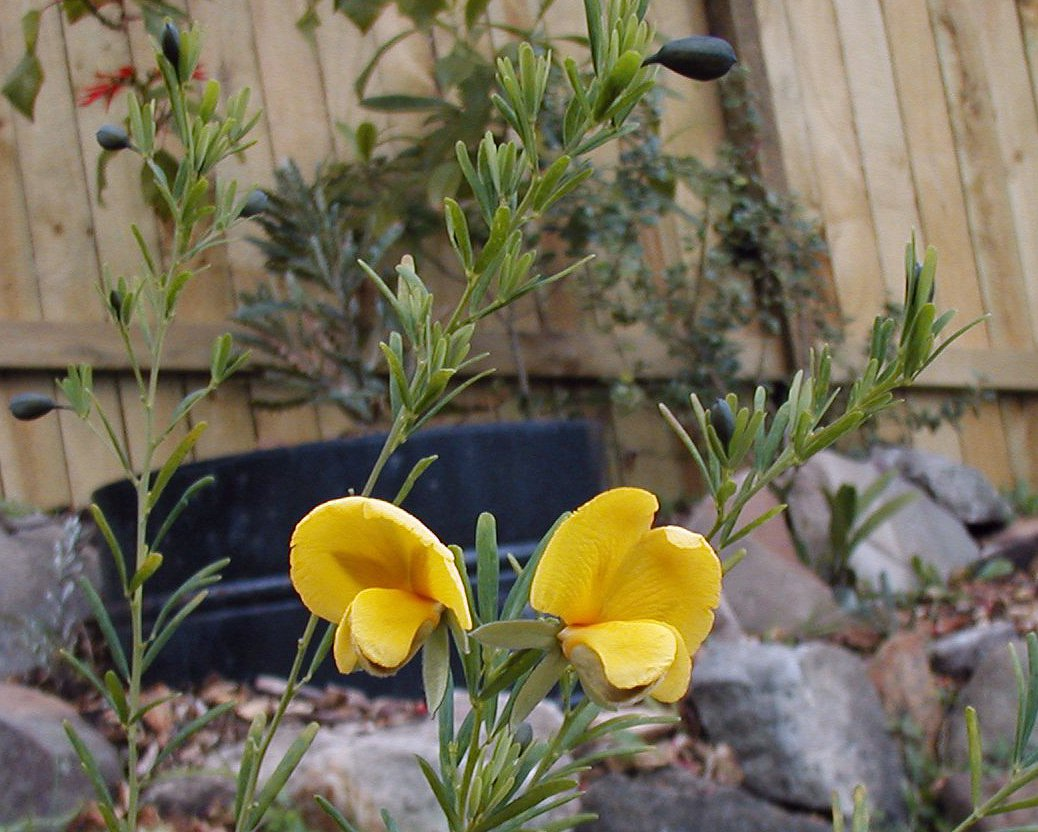
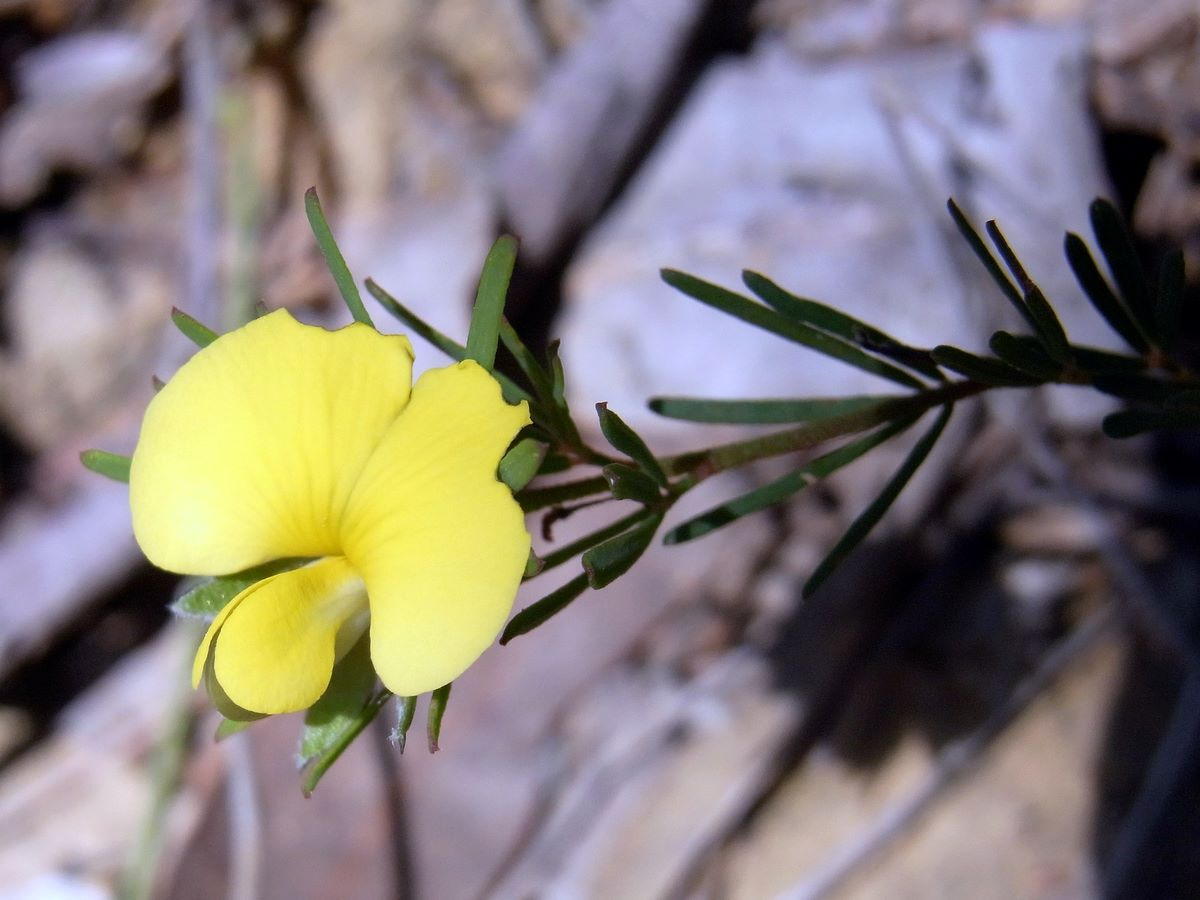

## Dottertaxa tillGompholobium, i alfabetisk ordning[1]
- Gompholobium aristatum
- Gompholobium asperulum
- Gompholobium baxteri
- Gompholobium burtonioides
- Gompholobium capitatum
- Gompholobium confertum
- Gompholobium ecostatum
- Gompholobium foliolosum
- Gompholobium glabratum
- Gompholobium gompholobioides
- Gompholobium grandiflorum
- Gompholobium hendersonii
- Gompholobium huegelii
- Gompholobium inconspicuum
- Gompholobium knightianum
- Gompholobium latifolium
- Gompholobium marginatum
- Gompholobium minus
- Gompholobium nitidum
- Gompholobium obcordatum
- Gompholobium ovatum
- Gompholobium pinnatum
- Gompholobium polymorphum
- Gompholobium polyzygum
- Gompholobium preissii
- Gompholobium scabrum
- Gompholobium shuttleworthii
- Gompholobium simplicifolium
- Gompholobium subulatum
- Gompholobium tomentosum
- Gompholobium uncinatum
- Gompholobium venustum
- Gompholobium villosum
- Gompholobium virgatum
- Gompholobium viscidulum